# Nina Foch
Nina Foch (Leiden, Países Bajos; 20 de abril de 1924-Los Ángeles, 5 de diciembre de 2008) fue una actriz holandesa afincada en los Estados Unidos, que participó en varias películas de la época de Hollywood de los años 40 y 50.

## Biografía
Nina Foch nació como Nina Consuelo Maud Fock en 1924 en Leiden, Holanda Meridional, Países Bajos, hija de la actriz y cantante estadounidense Consuelo Flowerton y del director de orquesta holandés Dirk Fock. Sus padres se divorciaron cuando era una niña y ella y su madre se trasladaron a Estados Unidos, estableciéndose en Nueva York.
Durante su infancia, su madre fomentó su talento artístico; aprendió a tocar el piano y le gustaba el arte, pero estaba más interesada en la interpretación. Tras graduarse en la Lincoln School, Foch asistió a la Academia Americana de Arte Dramático, donde estudió el método de interpretación con Lee Strasberg y Stella Adler.

## Trayectoria
Tras firmar un contrato con Columbia Pictures a los 19 años, Foch debutó en el cine en la película de terror El regreso del vampiro (1943), con Bela Lugosi, y al año siguiente apareció en El grito del hombre lobo, de Columbia.
Foch debutó en Broadway en la producción de 1947 de John Loves Mary, en el papel de Mary, y posteriormente actuó en las producciones de Stratford y Broadway de Twelfth Night (1949) y King Lear (1950), de Shakespeare.
En 1951, Foch apareció junto a Gene Kelly en el musical Un americano en París, que recibió el Oscar a la mejor película ese año. Foch también actuó en Scaramouche (1952) como María Antonieta. Volvió al teatro en 1955, en una producción de Off-Broadway de Medida por medida, seguida de La fierecilla domada. Es precisamente en la superproducción Los diez mandamientos donde Nina es más recordada, interpretando a Bithiah, la hermana del faraón Seti I (Cedric Hardwicke) que rescata a Moisés (Charlton Heston) de las aguas del Nilo y lo nombra hijo suyo. A lo largo de la trama de esta película Nina adquiere especial protagonismo cuando el faraón se entera del verdadero origen de Moisés y es desterrado de Egipto. En 1957, el Consejo Estatal de Maryland del Congreso Judío Estadounidense concedió a Foch un premio especial por su interpretación en Los Diez Mandamientos.
Foch recibió una nominación al Oscar a la mejor actriz de reparto por su papel de secretaria en la película Executive Suite (1954), protagonizada por William Holden, Fredric March y Barbara Stanwyck.
Otro papel destacado de Nina fue en otra gran producción: Espartaco, como Helena Glabro, la manipuladora hermana de Marcus Glabrus, el amigo y protegido de Craso (Laurence Olivier).
También destacó como la millonaria caprichosa que intentaba seducir a Gene Kelly en Un americano en París (1951) y a la María Antonieta de Scaramouche (1952). Es a partir de entonces cuando Nina consolida su carrera como actriz, coincidiendo con algunas superproducciones de Hollywood.
Siempre interpretó papeles secundarios, respondiendo a un perfil de mujer prudente, precavida y calculadora.
También a partir de la década de 1960, Foch comenzó a trabajar como profesora, impartiendo clases de "Dirección de actores" en la Escuela de Artes Cinematográficas de la Universidad del Sur de California (USC), así como en el American Film Institute.
Posteriormente, fue elegida para interpretar a la primera víctima de asesinato de la serie de misterio Colombo, protagonizada por Peter Falk, en la película piloto Prescription: Murder (1968), con Gene Barry como su marido, un psiquiatra homicida. A principios de la década de 1970, actuó como invitada en That Girl, de la ABC, en el episodio de la quinta temporada titulado That Script, y en The Brian Keith Show, de la NBC. En 1975, apareció en la película Mahogany, protagonizada por Diana Ross, y posteriormente interpretó papeles secundarios en la película de terror Jennifer y en el telefilme sobrenatural de Walt Disney Child of Glass (ambos estrenados en 1978). En 1980, Foch fue nominada al premio Primetime Emmy a la mejor actriz de reparto por su papel de Mrs. Pope en el episodio de Lou Grant "Hollywood".
A partir de los años 60 empieza a sentir más interés por la docencia en centros de estudios cinematográficos, impartiendo cursos y seminarios en la Universidad de California y en el American Film Institute.
De esta manera Nina redujo sensiblemente sus apariciones en la pantalla, participando en algunos capítulos de series como Se ha escrito un crimen o Colombo. Foch también continuó trabajando como instructora en la USC durante este período, y también trabajó como consultora independiente de desglose de guiones para muchos directores de Hollywood.La excepción llegaría en 1993, donde con 69 años dirigiría el telefilm Family Blessings.
Su última aparición como actriz en una serie de televisión fue en 2003, con How to deal, una exitosa novela americana donde interpretó a la abuela Williams.
Hasta ese momento no había dejado de impartir clases de cine en California, a pesar de su avanzada edad, y siguió ejerciendo la docencia prácticamente hasta su muerte, pues precisamente tuvo que abandonarla en medio de una clase al desmayarse, fruto de un trastorno sanguíneo que padecía, mielodisplasia, que se le complicaría hasta provocarle la muerte. Foch falleció el 5 de diciembre de 2008, a la edad de 84 años, en el Ronald Reagan UCLA Medical Center. Su único hijo, Dirk de Brito, declaró a Los Angeles Times que había fallecido por complicaciones de su trastorno sanguíneo.

## Premios y distinciones
Premios Óscar
| Año  | Categoría               | Película                   | Resultado |
| ---- | ----------------------- | -------------------------- | --------- |
| 1955 | Mejor Actriz de Reparto | La torre de los ambiciosos | Nominada  |